# Galfinband
Galfinband Galați este o companie metalurgică din România.
Compania produce benzi din oțel, tablă și tuburi din oțel.
Acționarii principali sunt Cristian George Baticu care controlează 28,4% din titluri, iar firma Siderman din Galați are 26,5%.
Acțiunile Galfinband sunt listate pe RASDAQ.
Cifra de afaceri în 2007: 27,9 milioane lei (8,3 milioane euro)